# Acid Eaters
Albums de Ramones
Mondo Bizarro
(1992) ¡Adios Amigos!
(1995)
Acid Eaters, uniquement constitué de reprises, est le treizième et avant-dernier album des Ramones.

## Liste des pistes
1. Journey to the Center of the Mind (reprise de The Amboy Dukes)
2. Substitute (reprise de The Who)
3. Out of Time (reprise des Rolling Stones)
4. The Shape of Things to Come (reprise de Max Frost and the Troopers)
5. Somebody to Love (reprise de Jefferson Airplane)
6. When I Was Young (reprise de The Animals)
7. 7 and 7 Is (reprise de Love)
8. My Back Pages (reprise de Bob Dylan)
9. Can't Seem to Make You Mine (reprise de The Seeds)
10. Have You Ever Seen the Rain? (reprise de Creedence Clearwater Revival)
11. I Can't Control Myself (reprise de The Troggs)
12. Surf City (reprise de Jan and Dean)
13. Surfin' Safari (reprise des Beach Boys) (Bonus Track de la version éditée chez " Captain Oi!") - 1:53